# Макарук Михайло Юрійович
Михайло Юрійович Макарук (нар. 5 січня 1988; смт Явас, Зубово-Полянський район, Мордовська Автономна Радянська Соціалістична Республіка) — український громадський діяч, волонтер, блогер та телеведучий, речник міжнародної розвідувальної спільноти InformNapalm, член Ради волонтерів при Міністерстві оборони України.

## Життєпис
Народився 5 січня 1988 року в смт Явас, Мордовська Автономна Соціалістична Республіка, в родині військового лікаря.
У 2012 році закінчив Національний технічний університет України «Київський політехнічний інститут імені Ігоря Сікорського», Факультет біотехнології і біотехніки.
Починаючи від 2014 року, бере активну участь у волонтерських проєктах та невдовзі стає спікером міжнародної розвідувальної спільноти InformNapalm. Також є членом громадської організації «Вільні люди» та був волонтером групи «Народний тил».
З 2014, від часу створення, є членом Ради волонтерів при Міністерстві оборони України.
Макарук Михайло був помічником народного депутата Верховної Ради України VIII скликання — Висоцького Сергія Віталійовича (Політична партія «Народний фронт»). З 2019 року працював помічником народного депутата Герасимова Артура Володимировича (Верховна Рада 9-го скликання; Політична партія «Європейська Солідарність»).
Був спікером партії «Демократична сокира» з питань інформаційної безпеки, проте 18 жовтня 2023 року на своій сторінці повідомив про вихід з партії.
У 2018 році почав співпрацювати із «5 каналом», де вів блогерську телепередачу «Блогпост». З 2020 року веде програму «InformNapalm» на 24 Каналі.
26 березня 2025 року працівники Державного бюро розслідувань провели обшук в помешканні Михайла Макарука, однак не висунули жодних звинувачень. Спільнота InformNapalm заявила, що таким чином на них здійснюється тиск з боку правоохоронних органів.

### Служба у війську
З 24 лютого 2022 року вступив до війська в рядах 206-го окремого батальйону територіальної оборони. Згодом стало відомо, що проходить службу в силах спеціальних операцій ЗСУ. Брав участь у боях та звільненні Херсона.

## Нагороди
- Орден «За заслуги» III ступеня (4 травня 2019 року) — за значний особистий внесок у державне будівництво, соціально-економічний, культурно-освітній розвиток України, вагомі трудові здобутки та високий професіоналізм[2].
- Медаль «За жертовність і любов до України» (1 грудня 2015 року) — за прояв активної громадянської позиції, героїзму, самопожертви в ході Революції гідності, захисту України на Донбасі та в Криму, а також за волонтерську допомогу військовим формуванням України — Збройним силам, Національній гвардії, добровольчим батальйонам[19].
- Відзнака Президента України «За гуманітарну участь в антитерористичній операції».
- Медаль «За сприяння Збройним Силам України».
- Нагрудний знак «За заслуги перед Збройними Силами України».
- Золотий хрест[джерело?]
- Сталевий хрест[джерело?]